# Liste von Ereignissen zur Reform des Missale Romanum
Die Liste von Ereignissen zur Reform des Missale Romanum verzeichnet chronologisch die Schritte zur Reform des Missale Romanum seit Verabschiedung der Konstitution Sacrosanctum Concilium des Zweiten Vatikanischen Konzils.

## Liste
| Datum                          | Ereignis | Text (Online)                      |
| ------------------------------ | --- | ---------------------------------- |
| 4. Dezember 1963               | Beschluss der Konstitution Sacrosanctum Concilium durch das Zweite Vatikanische Konzil (2147 : 4 Stimmen) und Promulgation durch Papst Paul VI.                          | Latein, Deutsch                    |
| 1. Januar 1964                 | Änderung der Regeln zur eucharistischen Nüchternheit für Priester | Dekret In apostolica constitutione |
| 25. Januar 1964                | Einsetzung des Consiliums zur Ausführung der Liturgiekonstitution durch das Motu proprio Sacram liturgiam Papst Pauls VI.                                                |                                    |
| 25. April 1964                 | Änderung der Spendeformel zu Kommunion |                                    |
| 26. September 1964             | Instruktion Inter Oecumenici zur ordnungsgemäßen Durchführung der Konzilskonstitution über die heilige Liturgie Sacrosanctum concilium (Ritenkongregation und Consilium) |                                    |
| 21. November 1964              | Änderung der Reglungen zur eucharistischen Nüchternheit |                                    |
| 14. Dezember 1964              | Kyriale simplex |                                    |
| 14. Dezember 1964              | Cantus qui in Missali Romano desiderantur |                                    |
| 13. Januar 1965                | Allgemeines Gebet ad experimentum; Kriterien und Muster für das Allgemeine Gebet., 1. Aufl.                                                                              |                                    |
| 27. Januar 1965                | Kleinere Änderungen des Ordo Missae |                                    |
| 25. Februar 1965               | Laien dürfen die Passion verkünden |                                    |
| 7. März 1965                   | Einführung von Konzelebration und Kommunion unter beiderlei Gestalten |                                    |
| 7. März 1965                   | Anpassungen in Texten zur Karwoche |                                    |
| 27. April 1965                 | Präfation darf in Volkssprache gesprochen werden |                                    |
| 3. September 1965              | Enzyklika Mysterium Fidei | Latein, Deutsch                    |
| 17. April 1966                 | Kriterien und Muster für das Allgemeine Gebet., 2. Aufl. |                                    |
| 5. März 1967                   | Instruktion über die Musik in der Liturgie Musicam sacram |                                    |
| 4. Mai 1967                    | Erneut Änderungen des Ordo Missae durch die Instruktion Tres abhinc annos (Ritenkongregation und Consilium)                                                              |                                    |
| 25. Mai 1967                   | Weitere Einzelreformen durch die Instruktion über die Eucharistie Eucharisticum mysterium                                                                                |                                    |
| 10. August 1967                | Hinweise zur Übersetzung des Römischen Kanons |                                    |
| 3. September 1967              | Graduale simplex, 1967 |                                    |
| 23. Januar 1968                | Richtlinien zur Übersetzung des Graduale simplex |                                    |
| 23. Mai 1968                   | Drei neue Hochgebetstexte und acht neue Präfationen |                                    |
| 2. Juni 1968                   | Katechetische Hinweise zu den neuen Hochgebetstexten |                                    |
| 6. November 1968               | Vereinheitlichung der Herrenworte in den Hochgebetstexten |                                    |
| 25. Januar 1969                | Instruktion über die Übersetzung liturgischer Texte |                                    |
| 15. Februar 1969               | Apostolische Konstitution Mysterii paschalis |                                    |
| 21. März 1969                  | Calendarium Romanum generale |                                    |
| 3. April 1969 (Gründonnerstag) | Apostolische Konstitution Missale Romanum |                                    |
| 6. April 1969                  | Ordo Missae |                                    |
| 15. Mai 1969                   | Instruktion über Meßfeiem in besonderen Gruppen |                                    |
| 25. Mai 1969                   | Ordo lectionum Missae |                                    |
| 29. Mai 1969                   | Instruktion über die Art der Spendung des eucharistischen Brotes |                                    |
| 29. Juni 1969                  | Instruktion über die Partikularkalender ad interim |                                    |
| 25. Juli 1969                  | Instruktion zur Einführung des Ordo lectionum Missae |                                    |
| 20. Oktober 1969               | Instruktion zur schrittweisen Einführung des Ordo Missae, der anderen Texte des Missale Romanum und des Ordo lectionum Missae                                            |                                    |
| 10. November 1969              | Richtlinien zum lateinischen Text in volkssprachigen Messbüchern (Aufhebung von Inter Oecumenici 57)                                                                     |                                    |
| 30. November 1969              | Das neue Missale Romanum wird eingeführt. |                                    |
| 6. März 1970                   | Erneuerung der priesterlichen Versprechen in der Chrisammesse |                                    |
| 26. März 1970                  | Missale Romanum 1970 |                                    |
| 24. Juni 1970                  | Instruktion über die Partikularkalender |                                    |
| 29. Juni 1970                  | Instruktion über die Kommunion unter beiden Gestalten |                                    |
| 5. September 1970              | Hinweise zur Durchführung der Liturgie-, besonders der Messreform |                                    |
| 30. September 1970             | Missale Romanum. Lectionarium I–III |                                    |
| 18. Oktober 1970               | Missale parvum |                                    |
| 14. Juni 1971                  | Bekanntmachung zur Verwendung von Meßbuch und Kalender |                                    |
| 24. Juni 1972                  | Ordo cantus Missae 1972 |                                    |
| 7. August 1972                 | Erklärung zur Konzelebration |                                    |
| 9. Oktober 1972                | Bischof wird im Hochgebet erwähnt |                                    |
| 29. Januar 1973                | Instruktion über die Erleichterung des Kommunionempfangs |                                    |
| 27. April 1973                 | Rundbrief zu neuen Hochgebetstexten |                                    |
| 21. Juni 1973                  | De sacra Communione et de cultu mysterii eucharistici extra Missam |                                    |
| l. November 1973               | Direktorium für die Kindermessen |                                    |
| 15. Februar 1974               | Rundschreiben über Partikularkalender und Proprien |                                    |
| 1. November 1974               | Drei Hochgebetstexte für Messfeiern mit Kindern, zwei Hochgebetstexte zum Thema Versöhnung                                                                               |                                    |
| 22. November 1974              | Graduale simplex |                                    |
| 27. März 1975                  | Missale Romanum 1975 |                                    |
| 15. Mai 1975                   | Erklärung zu den Melodien in den volkssprachigen Meßbüchern |                                    |
| 11. Juni 1976                  | Möglichkeit öffentlicher Messfeiern für Verstorbene anderer christlicher Konfessionen                                                                                    |                                    |
| 10. Dezember 1977              | Rundschreiben über die Hochgebetstexte für Messfeiern mit Kindern und zum Thema Versöhnung                                                                               |                                    |
| 3. April 1980                  | Instruktion über Richtlinien zur Verehrung der Eucharistie |                                    |
| 15. Dezember 1980              | Rundschreiben über die Hochgebetstexte für Messfeiern mit Kindern und zum Thema Versöhnung                                                                               |                                    |
| 21. Januar 1981                | Ordo lectionum Missae |                                    |
| 15. Mai 1983                   | Lateinischer Text des Hochgebets zum Thema Versöhnung |                                    |
| 3. Oktober 1984                | Schreiben zur Verwendung des Missale Romanum von 1962 |                                    |
| 3. April 1985                  | Bekanntmachung zur Handkommunion |                                    |
| 15. August 1986                | Sammlung von Marienmessen |                                    |
| 22. November 1986              | Ordo cantus Missae |                                    |
| 21. März 1988                  | Erklärung zu Hochgebetstexten und liturgischen Experimenten |                                    |
| 2. Juni 1988                   | Direktorium Sonntäglicher Gemeindegottesdienst ohne Priester |                                    |
| 19. Dezember 1988              | Bekanntmachung zu Messfeiern in den Gruppen des Neokatechumenats |                                    |
| 8. Februar 1989                | Buch für den Gesang der Passionen |                                    |
| 6. August 1991                 | Hochgebetstext für Messfeiern für besondere Anliegen |                                    |
| 14. September 1994             | Zum Kommunionempfang von wiederverheirateten Geschiedenen |                                    |
| 18. Mai 1995                   | Schreiben über die Materie des Brotes für die Eucharistiefeier |                                    |
| 20. April 2000                 | Missale Romanum, ed. typ. tertia, 2002 |                                    |
| 28. März 2001                  | Instruktion über den Gebrauch der Volkssprache bei der Herausgabe der Bücher der römischen Liturgie                                                                      | Latein, Deutsch                    |
| 17. April 2003                 | Enzyklika Ecclesia de Eucharistia | Latein, Deutsch                    |
| 7. Juli 2007                   | Summorum Pontificum | Latein, Deutsch                    |